# Amyciaea albomaculata
Espèce
Synonymes
- Amycle albomaculata O. Pickard-Cambridge, 1874

Amyciaea albomaculata est une espèce d'araignées aranéomorphes de la famille des Thomisidae.

## Distribution
Cette espèce se rencontre en Australie et en Nouvelle-Guinée.

## Habitat
Cette espèce vit plus particulièrement dans la forêt tropicale humide.

## Description
Cette araignée mesure en moyenne 7 mm pour les femelles et 6 mm pour les mâles.
Elle est myrmécomorphe, de couleur verte, son allure globale rappelle celle des fourmis tisserandes qui sont ses proies ; on pense que cette ressemblance est un mimétisme destiné à ne pas alerter ses proies. Le déguisement est complété par deux taches noires rondes sur l'abdomen figurant des yeux de fourmi.

## Éthologie
De mœurs plutôt crépusculaires, elles se laissent pendre au bout d’un fil de soie ou s'accrochent à une brindille, à l'affût de leurs proies qui sont en grande partie des fourmis du genre Oecophylla, peut-être même exclusivement de Oecophylla smaragdina. Elles se placent sur le trajet des colonnes de fourmis et se tiennent à leur support par les deux paires de pattes arrière, tandis que les deux premières paires de pattes sont tenues écartées, prêtes à saisir les proies.

## Publication originale
- O. Pickard-Cambridge, 1874 : On some new genera and species of Araneidea. Annals and Magazine of Natural History, sér. 4, vol. 14, p. 169-183 (texte intégral).